# Домбровський Остап Августинович
Домбровський Остап Авґустинович (12 жовтня 1906, с. Рибне, нині Косівського району Івано-Франківської області — 7 липня 1982, Львів) — український філолог-романіст, франкознавець, перекладознавець. Син Августина Домбровського та Марійки Підгірянки.

## Освіта
Кандидат філологічних наук (1954). Навчався на філософському факультеті Карлового університету (Прага, 1927). Закінчив факультет гуманітарних наук Львівського університету (1934).

## Діяльність
Працював учителем французької мови в гімназії, інспектором Міського відділу народної освіти в Станіславі (нині Івано-Франківськ).
Від 1941 — у Львівському університеті: від 1953 — доцент, водночас від 1957 — завідувач кафедри романської філології.
Редактор відділу романістики міжвідомчого наукового збірника Львівського університету «Іноземна філологія» (1964—1982). Знавець романських мов і літератур (зокрема творчості Данте), історії українсько-франкомовних літературних зв'язків. Досліджував вплив італійської культури на творчість Тараса Шевченка, Івана Франка, Лесі Українки; зробив вагомий внесок у розвиток українського перекладознавства (тема кандидатської дисертації Домбровського — «Иван Франко — переводчик и популяризатор творчества Данте»). Його підручник «Історія французької мови» (ч. 1, Л., 1972) характеризується експліцитністю та оригінальністю.

## Праці
- Домбровський О. Іван Франко — інтерпретатор і перекладач поезій «Нового життя» Данте // Наук. зап. Львів. ун-ту. 1955. Т. 30;
- Домбровський О. Іван Франко — теоретик перекладу // Іван Франко. Статті і матеріали. Збірник шостий. Львів: Вид-во Львівського університету, 1958
- Домбровський О. Іван Франко як дантознавець // Іван Фран- ко: Ст. і мат. 1966. Вип. 14.
- Домбровський О."Історія французької мови" (ч. 1, Л., 1972)